# Балтарс

Экспозиция музея Р. Суты и А. Бельцовой

Балтарс — рижская мастерская росписи по фарфору.
Была основана тремя известными мастерами изобразительного искусства в Латвии межвоенного периода: профессиональным художником Романом Сутой, его супругой, Александрой Митрофановной Бельцовой, тоже достаточно известной художницей, а также графиком, плакатистом и по совместительству профессиональным живописцем-витражистом Сигизмундом Видбергом. Название творческой организации представляет собой сокращение от латинского ars baltica (Балтийское искусство). Мастерская по росписи фарфоровых изделий была основана в 1924 году, она представляла собой общество, которое предоставляло возможность начинающим специалистам по росписи заниматься профессиональными живописными штудиями.
Члены основной творческой художественной мастерской предпочитали роспись в надглазурной технике. Материал для мастерской частично поставлялся из-за рубежа, однако большинство «субпродуктов» поступало из рижской фарфорово-фаянсовой фабрики Кузнецова, которая берёт своё начало со времён Российской империи. Объектами росписи являлись в основном тарелки и вазы. В композиционном аспекте в росписи фарфоровой продукции доминировали урбанистические мотивы, а также орнаментальные формы модного и актуального в 1920-е годы стилевого направления конструктивизма. Также нередко мастера обращались к стилизованному этнографическому декору, обыгрывая в росписи разнообразные элементы народной жизни.
На следующий год после создания творческой мастерской (1925 год) в её помещениях был открыт специальный выставочный салон для размещения экспозиций (эстетический аспект) и для реализации готовой продукции, представленной на выставке (коммерческий аспект). Однако несмотря на эту, безусловно, адекватную маркетинговую политику творческой организации, которая к тому же дотошно отслеживала последние стилевые достижения в области изобразительного искусства (склонность к новаторской трактовке урбанистических мотивов, конструктивистская нота, тяга к декоративному отображению национального этнографического колорита), для неё к концу 1920-х наступил неблагоприятный период, который выражался в финансовых затруднениях. Именно в связи с денежными трудностями мастерская «Балтарс» была вынуждена прекратить своё существование в 1929 году.